# Fórmula Uno (historieta)
Fórmula Uno es una historieta de 2000 del autor de cómics español Francisco Ibáñez, perteneciente a su serie Mortadelo y Filemón.

## Trayectoria editorial
Publicada en 2000 en el n.º 84 de Magos del Humor y más tarde en el n.º 156 de la Colección Olé.

## Sinopsis
Boñigolandia ha creado una escudería de Fórmula 1 para participar en este deporte, pero es un país atrasado y no tiene una buena tecnología. Por lo tanto aprovechan las carreras para robar planos, copiar tecnología y espiar a todos sus rivales. La misión de Mortadelo y Filemón será investigar a Boñigolandia camuflados de pilotos de Fórmula 1. Hay otras dos historias de Fórmula 1 en los especiales de 2006 y 2007. Algunas escuderías son Alfalfa Romeo, Vaclaren, Penault u Hóndeva.

## Comentarios
Entre las páginas 29 y 30 se repite la escena en que Mortadelo se encuentra con un guardia, Filemon le pregunta cuanto mide y Mortadelo le responde que es de baja estatura, Filemon se ríe hasta que se encuentra con un tío enorme, le sacude y persigue a Mortadelo que le especificaba que media 1 metro (Metro y medio en esta historieta) y este le dice que es lo que media de hombro a hombro que apareció en El antídoto